# Вакаса (Фукуи)
Вакаса (яп. 若狭町 Вакаса-тё:) — посёлок в Японии, находящийся в уезде Микатакаминака префектуры Фукуи. Площадь посёлка составляет 178,65 км², население — 15 500 человек (1 июля 2014), плотность населения — 86,76 чел./км².

## Географическое положение
Посёлок расположен на острове Хонсю в префектуре Фукуи региона Тюбу. С ним граничат города Обама, Такасима и посёлок Михама.

## Население
Население посёлка составляет 15 500 человек (1 июля 2014), а плотность — 86,76 чел./км². Изменение численности населения с 1980 по 2005 годы:
| 1980 | 18 114 чел. |  |
| 1985 | 18 026 чел. |  |
| 1990 | 17 835 чел. |  |
| 1995 | 17 567 чел. |  |
| 2000 | 17 313 чел. |  |
| 2005 | 16 780 чел. |  |